# Glaphyrosoma gracile
Glaphyrosoma gracile is een rechtvleugelig insect uit de familie Anostostomatidae. De wetenschappelijke naam van deze soort is voor het eerst geldig gepubliceerd in 1888 door Carl Brunner von Wattenwyl.